# Триселенид дииттербия
Триселенид дииттербия — бинарное неорганическое соединение
иттербия и селена
с формулой Yb2Se3,
кристаллы.

## Получение
- Реакция чистых веществ в инертной атмосфере:

{\displaystyle {\mathsf {2Yb+3Se\ {\xrightarrow {T}}\ Yb_{2}Se_{3}}}}

## Физические свойства
Триселенид дииттербия образует кристаллы 
ромбической сингонии, пространственная группа F ddd, параметры ячейки a = 1,1274 нм, b = 0,8021 нм, c = 2,398 нм, Z = 16,
структура типа триселенида дискандия Sc2Se3.
При давлении 8 ГПа в соединении происходит полиморфный переход в фазу
кубической сингонии, пространственная группа I 43d, параметры ячейки a = 0,8615 нм, Z = 6,
тетрафосфида тритория Th3P4
.